# Cavalli di San Marco
Il gruppo scultoreo dei Cavalli di San Marco si compone di quattro statue di cavalli in lega bronzea, in origine appartenuti a una quadriga raffigurante un dio o un condottiero in trionfo, collocata nell'ippodromo di Costantinopoli. Sono oggi visibili all'interno della Basilica di San Marco di Venezia, nella quale furono traslati dall'inizio del XIII secolo in seguito al saccheggio della città ad opera dei crociati, guidati del doge di Venezia Enrico Dandolo.

## Origini
La realizzazione di questo gruppo scultoreo, unico pervenuto dall'antichità, potrebbe risalire all'epoca romana (alcuni la datano dalla metà del II secolo al III secolo d.C.), o, più probabilmente, a quella ellenistica (comunque non prima del II secolo a.C., in base alla datazione al radiocarbonio), sebbene alcuni autori moderni propendono per una collocazione temporale ben più alta, al IV secolo a.C., con attribuzione allo scultore greco Lisippo. È possibile che, a prescindere dalla loro origine, i cavalli abbiano ornato il Mausoleo di Adriano fino all’epoca delle guerre gotiche, da quando per l’appunto si ha la certezza della loro presenza a Costantinopoli. 
L'analisi chimico-fisica dell'opera suggerisce che la lega bronzea fu realizzata con l'impiego di un'altissima percentuale di rame, almeno il 96,67%. 
L'alto contenuto di rame avrebbe incrementato la temperatura di fusione fino a 1200-1300 °C. La grande purezza del rame fu scelta per dare una più soddisfacente doratura col mercurio. Questo metodo produttivo suggerisce che la realizzazione dell'opera sia avvenuta in epoca romana, piuttosto che in quella ellenistica. I quattro cavalli hanno un'altezza massima di 238 cm, con 131 cm di altezza al garrese; sono lunghi 252 cm e pesano tra gli 8,5 e i 9 quintali ciascuno.

## Storia
È certo che i cavalli, insieme con la quadriga, erano stati posti nel grande ippodromo di Costantinopoli, probabilmente sopra i carceres (da dove partivano le bighe per le corse nel circo); giunsero in città, forse dall'isola di Chios, sotto l'imperatore Teodosio II (408-450), come raccontano le fonti dell'VIII secolo. Secondo alcune ipotesi i cavalli erano parte della quadriga del dio Sole. Furono trasportati nella città lagunare nel 1204, sottratti dai veneziani in seguito all'assedio e saccheggio di Costantinopoli avvenuto l'anno precedente per volontà del doge Enrico Dandolo durante la IV crociata. Poco dopo la fine della crociata Dandolo inviò i cavalli nella Serenissima, dove furono installati sulla terrazza della facciata della Basilica di San Marco nel 1254. Petrarca li poté ammirare quando fece visita alla città nel 1364.

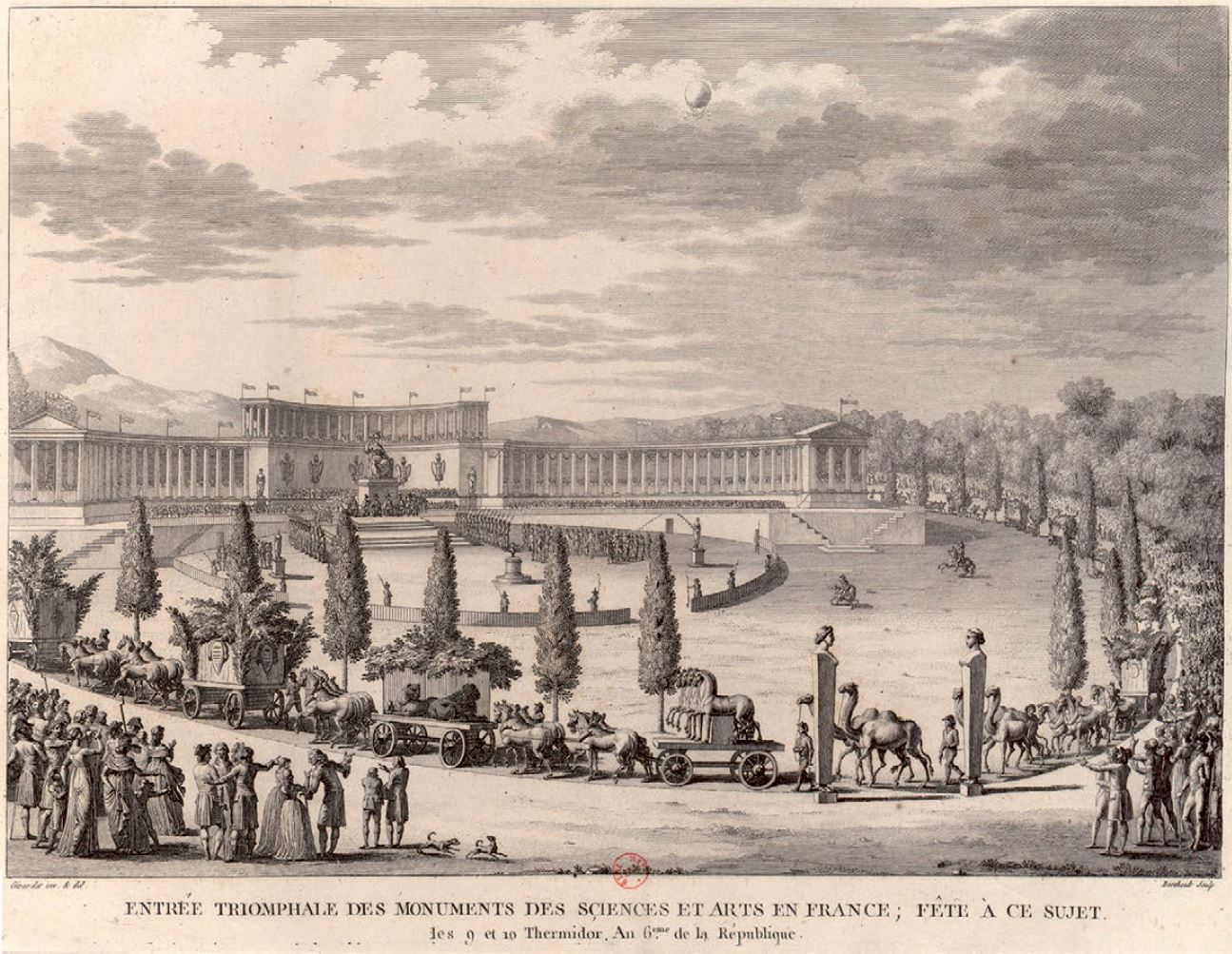
Ingresso a Parigi del corteo delle opere rubate Napoleone dopo la prima Campagna d'Italia. Si possono vedere i cavalli di San Marco in primo piano.

Nel 1797 Napoleone Bonaparte rimosse i cavalli e li portò a Parigi come oggetto delle spoliazioni francesi della Repubblica di Venezia durante l'occupazione napoleonica, dove li utilizzò per disegnare la sua quadriga per l'arco di Trionfo del Carrousel. Curioso l'aneddoto relativo alle restituzioni dei cavalli in bronzo di San Marco raccontato dei giornali dell'epoca. Secondo il corrispondente del Courier di Londra: "Ho appena visto gli austriaci togliere i cavalli dall'arco. L'intera corte delle Tuileries, piazza de Carrousel sono piene di fanti austriaci e di cavalleria armata, e nessuno è autorizzato ad avvicinarsi, le truppe ammontano a diverse migliaia, con folle di francesi in tutte le vie che guardano e danno sfogo alle loro emozioni con grida ed imprecazioni...". Nel 1815 i cavalli tornarono a Venezia grazie al capitano Dumaresq. Quest'ultimo aveva combattuto nella file della settima coalizione anti-francese nella battaglia di Waterloo ed era con le forze alleate a Parigi dove fu incaricato dall'Imperatore d'Austria di prelevare i quattro cavalli dall'Arco di Trionfo parigino e condurli a San Marco a Venezia. Per aver portato a termine il compito ricevette dall'Imperatore una tabacchiera d'oro con le sue iniziali in diamanti.
Tranne che in periodi di conflitti bellici, quando furono trasferiti in luoghi sicuri per sottrarli a eventuali danni da bombardamenti, i cavalli sono rimasti sulla terrazza della basilica fino al 1977, quando si decise di rimuoverli per proteggerli dai danni degli agenti atmosferici e dello smog, sostituendoli con copie identiche.  Dal 1982, dopo un restauro, i cavalli sono visibili nel Museo della basilica.

## Galleria d'immagini

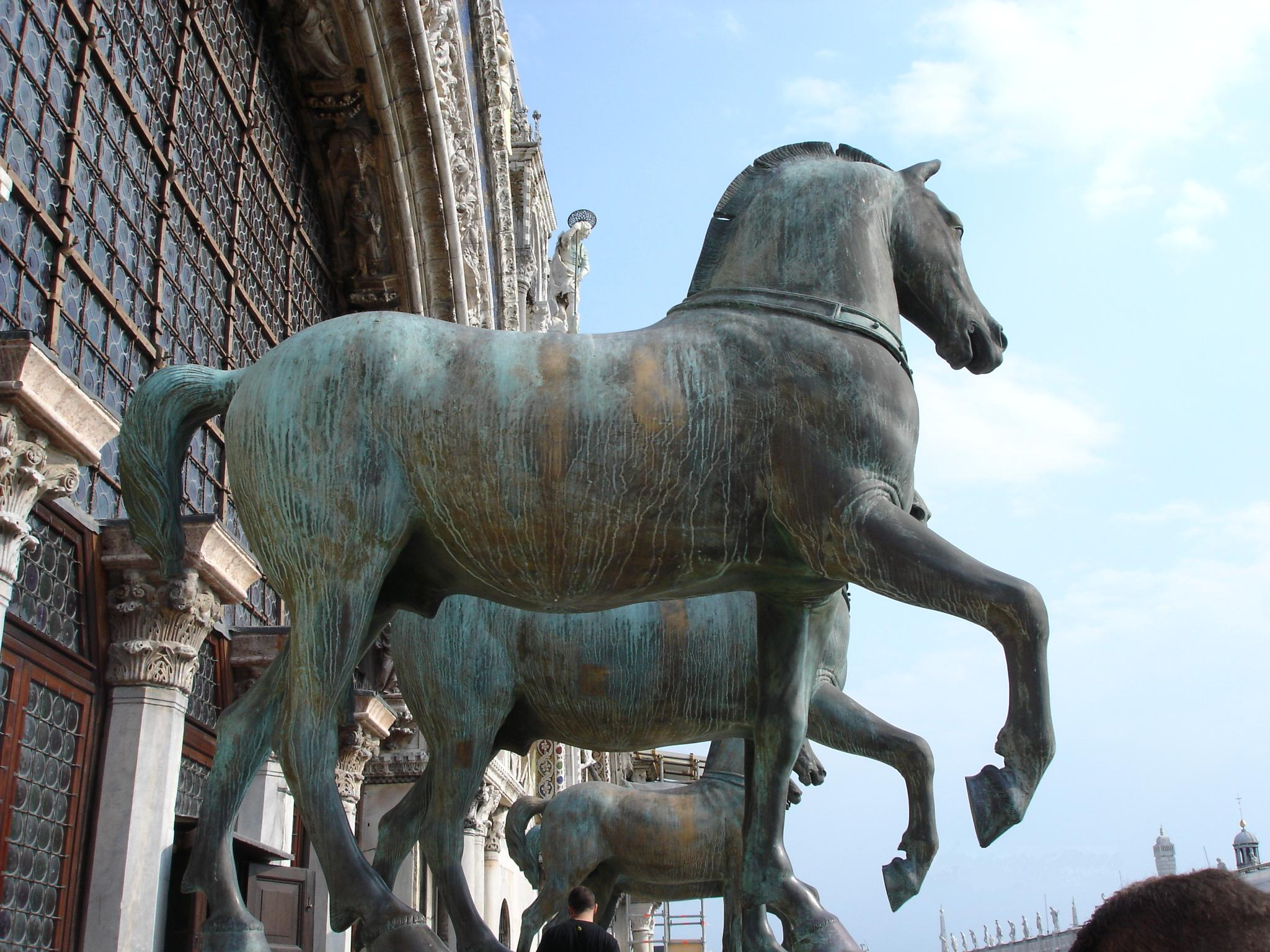
Veduta
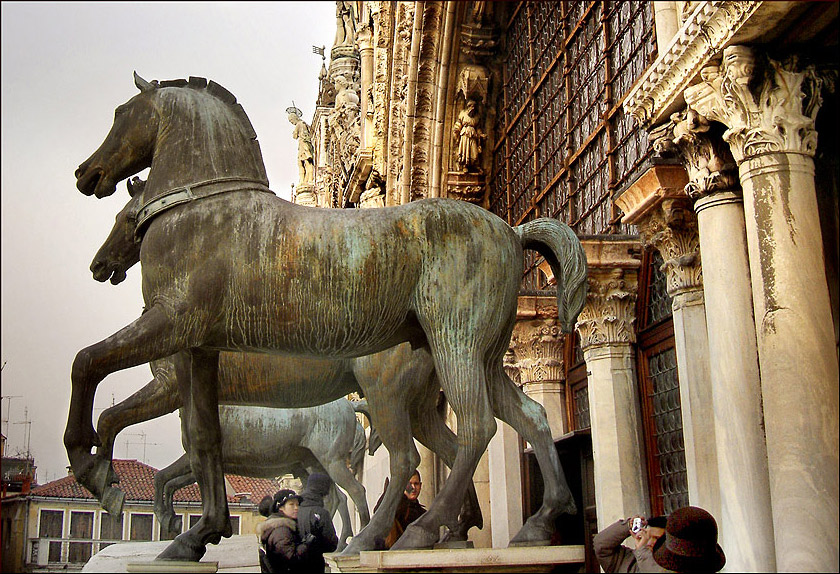
Veduta
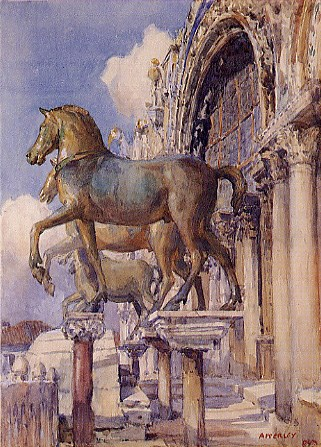
Dipinto di George Owen Wynne Apperley (1905)
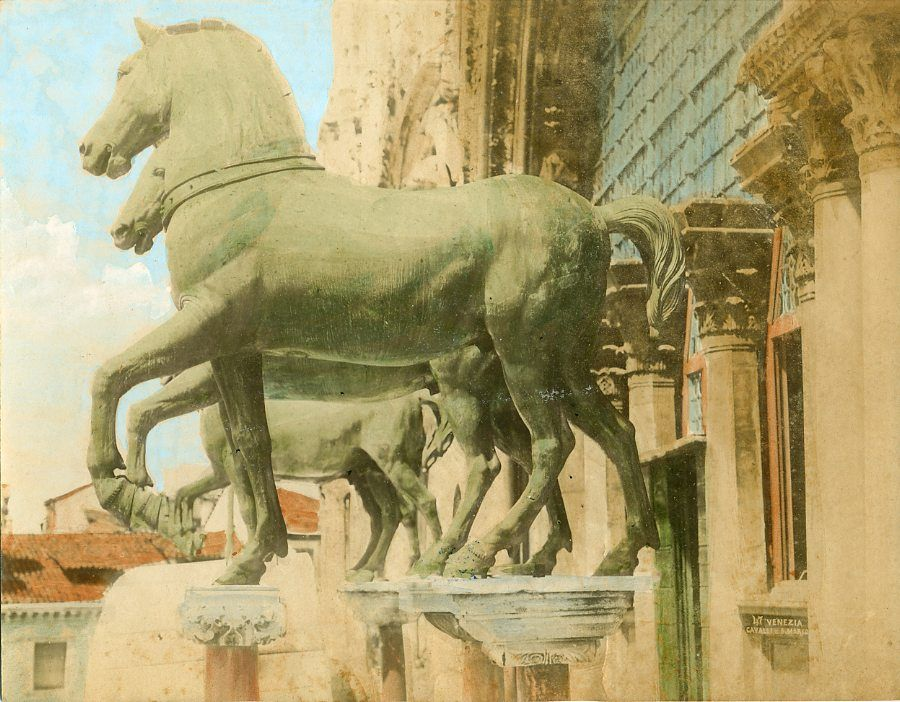
Fotografia colorata di Carlo Naya
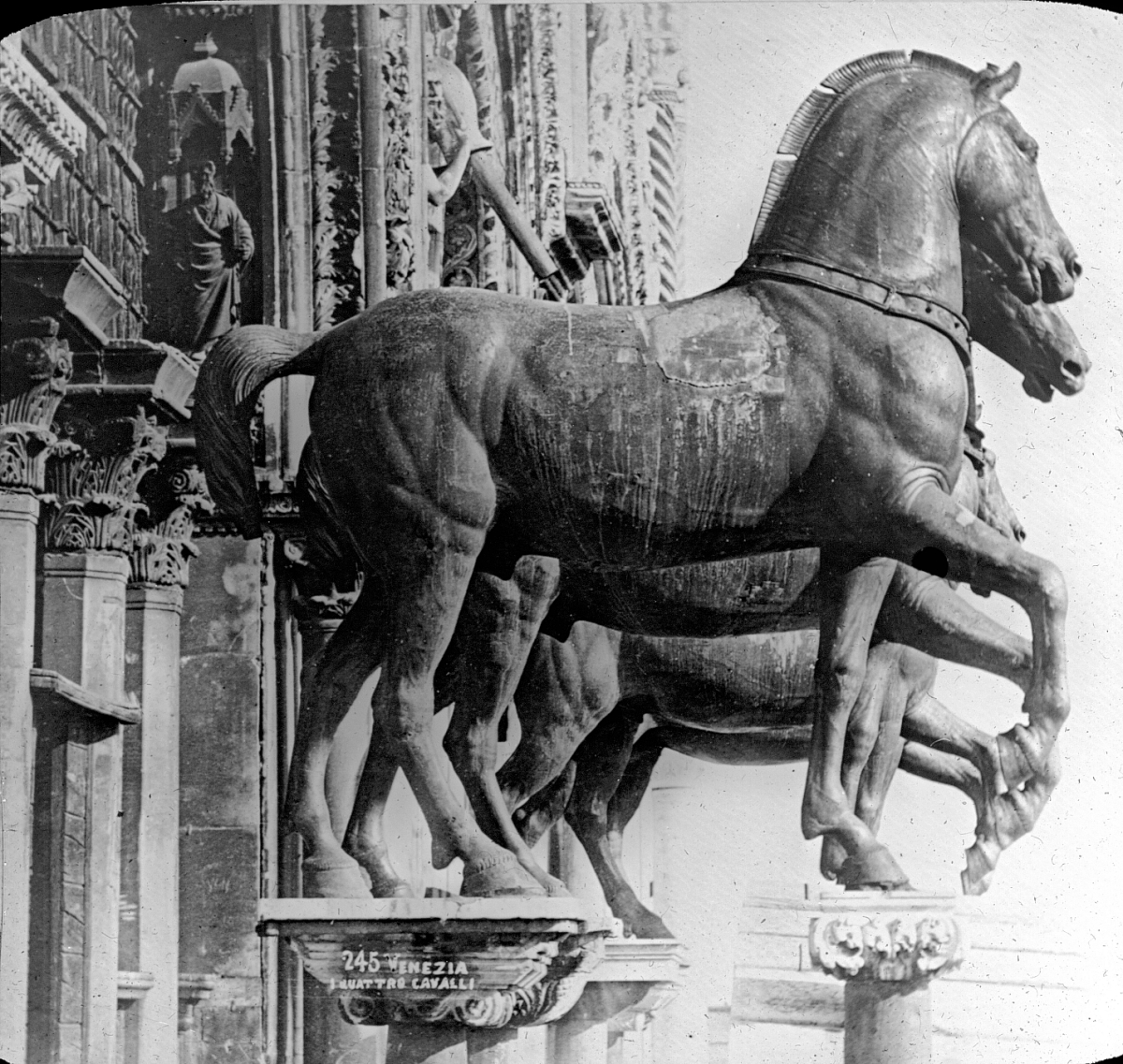
Foto in bianco e nero
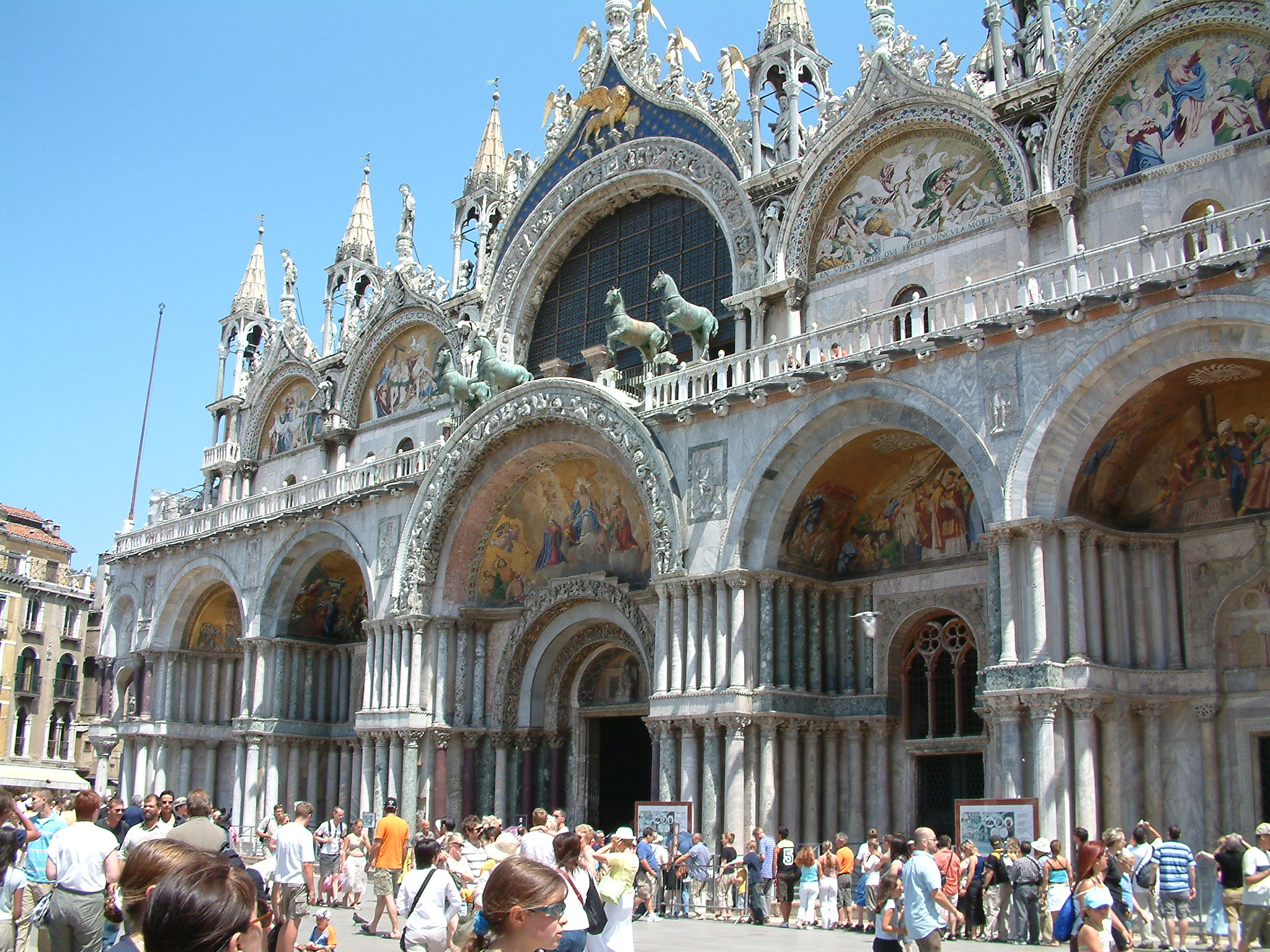
Facciata di San Marco
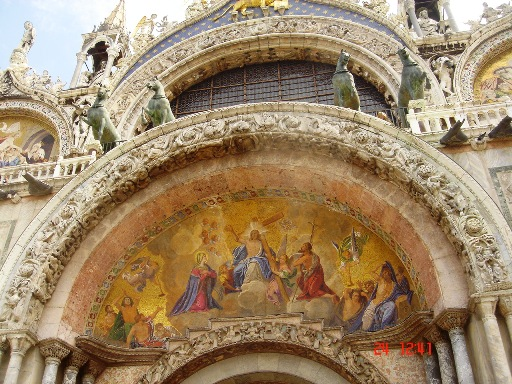
Veduta dal basso